# 足利義尚
足利 義尚（あしかが よしひさ）は、室町幕府の第9代征夷大将軍（在職：文明5年（1473年） - 長享3年 （1489年））。
『尊卑分脈』や『足利家官位記』により、後年、義煕（よしひろ、義凞とも）と改名したことが確認できるが、一般的には義尚の諱で知られる。
応仁の乱では、叔父の足利義視と将軍職をめぐる対立候補として擁立された。乱後は衰退した幕府権力を回復すべく、六角征伐などの積極的な幕政改革を行なったが、在陣していた近江国の陣中にて病死した。

## 生涯

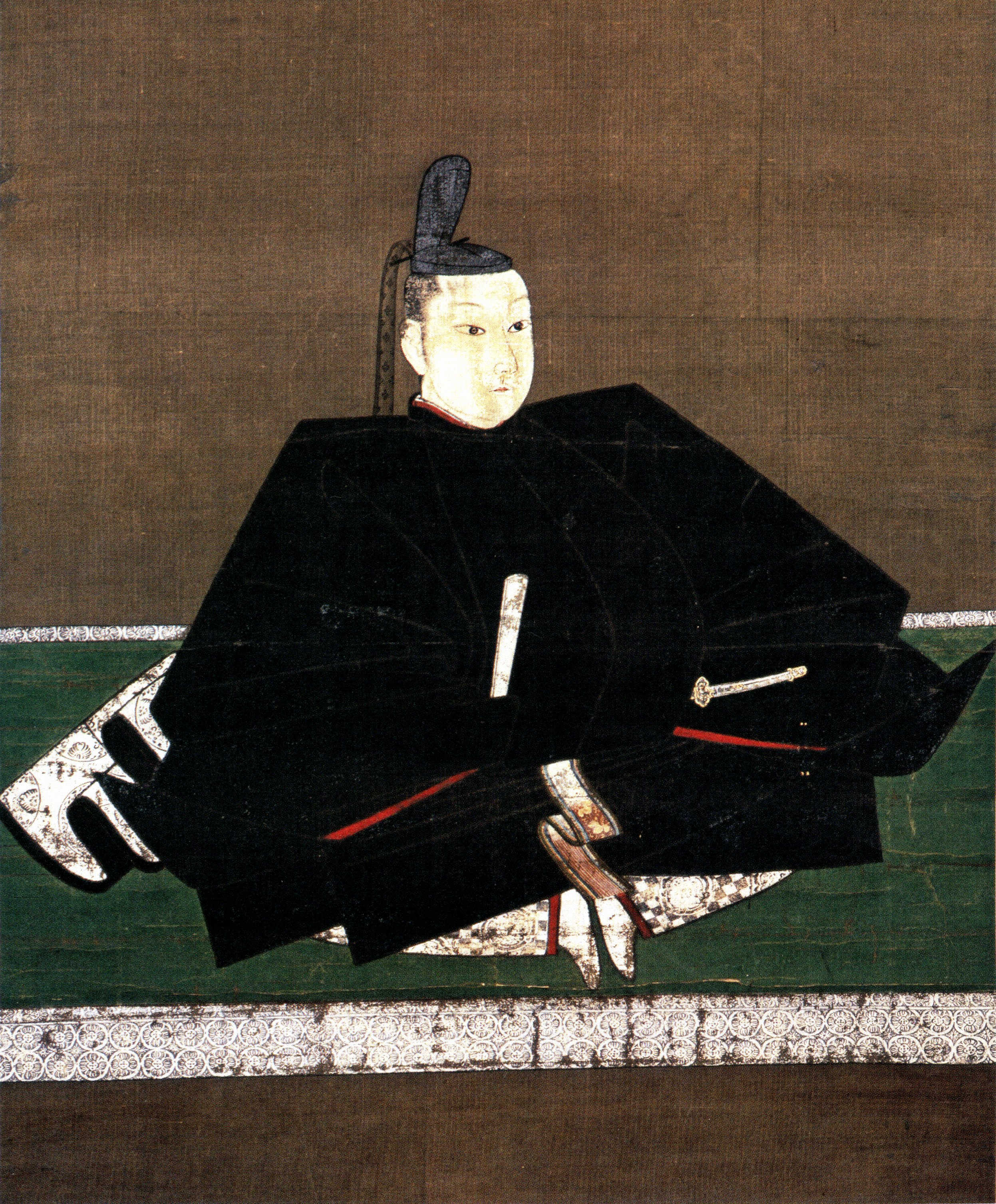
伝足利義尚像（天龍寺蔵、肖像については後述）

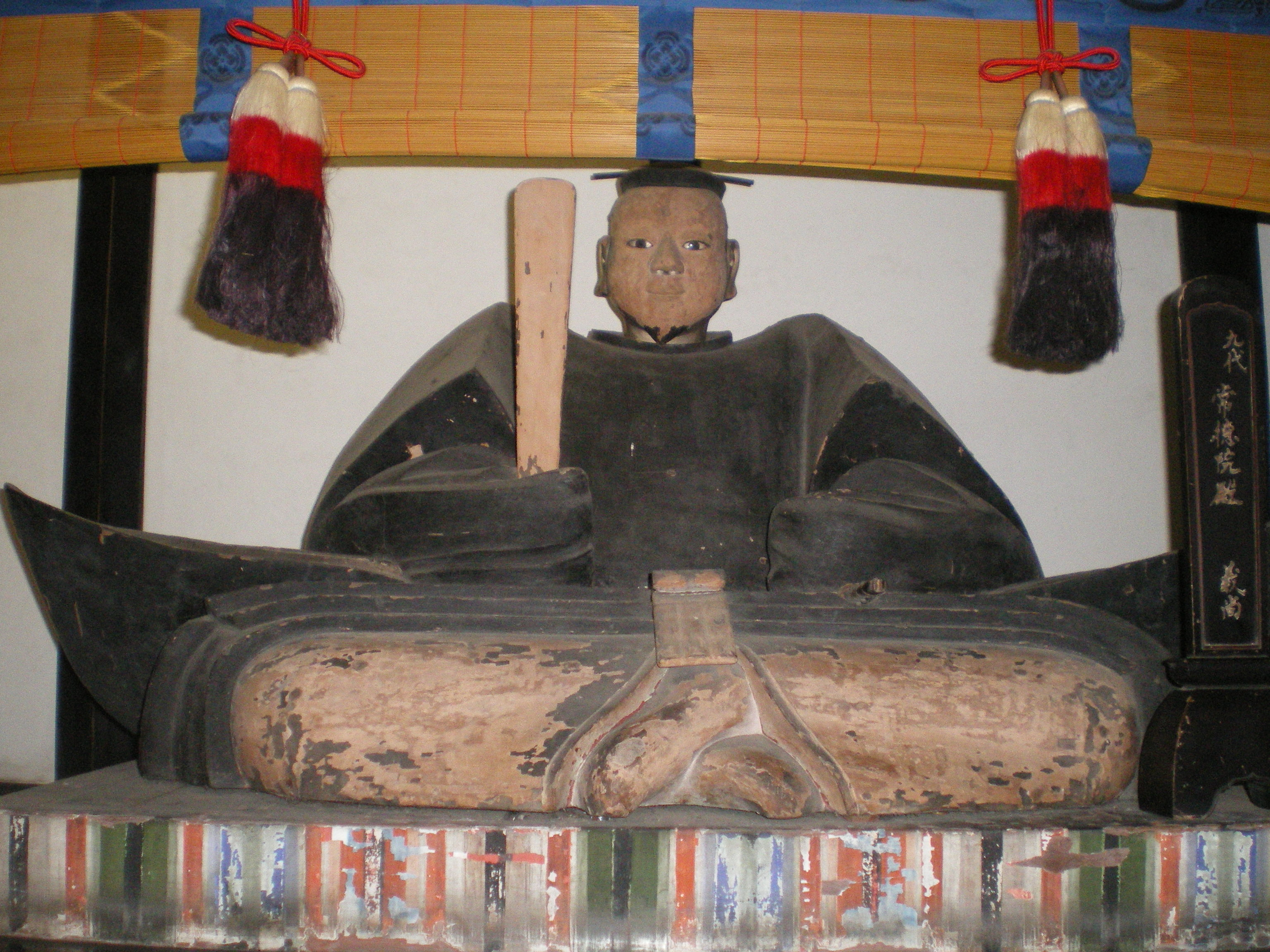
足利義尚木像（等持院）

寛正6年（1465年）11月23日、8代将軍・足利義政と正室・日野富子の次男として生まれる。義尚が誕生する4か月前の7月には側室の茶阿局が男子（等賢同山）を出産しているが、庶子である彼を後継者にするつもりがなかった義政は翌年4月には出家させるために天龍寺香厳院へ送っている。つまり、初めから義尚が将来の将軍家の後継者となることが前提となっていたと考えられている。長らく実子のなかった義政は弟の義視を養子にしていたが、義尚が誕生すると将軍後継問題が発生した。義政は義視を中継ぎとして就任させてから、その上で義尚を将軍にするつもりであったが、義尚の養育係であった政所執事・伊勢貞親は義視の将軍就任に反対であった。
文正元年（1466年）9月、貞親は義視に謀反の疑いありと義政に讒言し、義視の排除を図った。しかし、義視が細川勝元の邸宅に駆け込み救援を求めると、勝元は山名宗全と結託して義政に抗議し、これにより貞親は失脚し京を去った（文正の政変）。これで義視の将軍就任も間近と思われたが、やがて宗全は幕政を牛耳ることを目論み、畠山氏の家督をめぐって畠山政長と争っていた畠山義就を味方に引き入れ、義就に上洛を促した。義就と宗全は御霊合戦で政長を破ったが、政長に肩入れしていた勝元が反撃を開始し、応仁元年（1467年）、応仁の乱が勃発した。勝元の要請に応じ、義政は東軍に将軍旗を与え、西軍を賊軍とした。これにより、東軍は正当性の面で優位に立ったが、大内政弘が入京すると西軍は形勢を盛り返し、戦局は膠着状態となった。
応仁2年（1468年）、義政が、かつて義視を陥れようとした貞親を政務に復帰させると、これに反発した義視は西軍へと出奔した。これにより、義視が将軍に就任することはなくなった。
文明5年（1473年）12月19日、9歳のとき、義政から征夷大将軍を譲られ、9代将軍に就任し、あわせて正五位下左中将となる。同日、元服し、義尚と名乗る。加冠は、父・義政。就任当時はまだ9歳であり、政務の実質は義政・富子夫妻と富子の兄である日野勝光が中心となって行った。
文明6年（1474年）6月10日（『足利家官位記』では6月19日）、従四位下。同7年（1475年）1月28日、美作権守を兼ねる。同年4月19日、正四位下。同年9月17日、参議・左中将如元。同8年（1476年）1月6日、従三位。同9年（1477年）1月6日、正三位。同11年（1479年）1月5日、従二位。
文明11年（1479年）11月になって、御判始・評定始・御前沙汰始を行って本格的な政務を開始するが、義政が実権を手放さなかったために父子間の確執が生じた。同年、受衣。法名を道治、道号を玉山、のち悦山とした。
文明12年（1480年）3月29日、16歳のとき、権大納言に任じられる。
文明14年（1482年）7月、義政は政務を義尚に譲る意思を表明し、翌年6月には東山山荘に退くが、依然として義政が実権を握り続けたため確執は収まらなかった。
文明15年（1483年）3月21日（または22日。『足利家官位記』は23日とする）、19歳のとき、従一位。同16年（1484年）12月23日、源氏長者。同日、両院（奨学院・淳和院）別当。同17年（1485年）8月28日、右近衛大将を兼ねる。
文明18年（1486年）1月5日、右馬寮御監。同年12月になって、義政は改めて政務からの引退を表明したが、それでも対外交渉と禅院に関する事項は依然として義政が実権を握り続けた。
応仁の乱後、下克上の風潮によって幕府の権威は大きく衰退した。義尚は将軍権力の確立に努め、長享元年（1487年）9月12日、公家や寺社などの所領を押領した近江国守護の六角高頼を討伐するため、諸大名や奉公衆ら約2万もの軍勢を率いて近江へ出陣した（長享・延徳の乱）。高頼は観音寺城を捨てて甲賀郡へ逃走したが、各所でゲリラ戦を展開して抵抗したため、義尚は死去するまでの1年5か月もの間、近江鈎（まがり・滋賀県栗東市）への長期在陣を余儀なくされた（鈎（）の陣）。そのため、鈎の陣所は実質的に将軍御所として機能し、京都から公家や武家らが訪問するなど、華やかな儀礼も行われた。ところで義尚率いる幕府軍には、斯波義寛が従軍していたが、義寛が越前国支配の復旧を求めて、応仁の乱以来、同国を掌握している朝倉貞景を訴えた。この時、朝倉一族の朝倉景冬が幕府軍に従軍して、貞景本人は越前敦賀にとどまっていたが、義尚は朝倉氏の主張をほぼ認め、朝倉氏を将軍の直臣とする裁決を下した。
長享2年（1488年）5月、義久は改名し、義煕（凞）と名乗った（「足利家官位記」）。これは、「義尚」では天下の執政に相応しないと考えたためであった。
同年9月17日、24歳のとき、内大臣となる。大将如元。
同年、加賀一向一揆によって加賀国守護の富樫政親が討ち取られた。政親は長享・延徳の乱では幕府軍に従軍していたこともあり、義尚は蓮如に一揆に加わった者を破門するよう命じるが、細川政元にいさめられ、蓮如が一揆を叱責することで思いとどまった。文明17年（1485年）に京がある山城国で起きた山城国一揆についても、ただちに武力鎮圧しようとはせず、むしろ一定の権限を認めた。
六角征伐によって幕府権力は一時的に回復したものの、義尚は次第に酒色や文弱に溺れるようになって政治や軍事を顧みなくなった。また、長享2年（1488年）には寵愛する結城尚豊を近江守護に任じるなど、側近を重用してもっぱら政治を任せたため、幕府権力が専横される結果となった。その一方で、義尚の側近や奉公衆が近江の寺社本所領を兵粮料所にする名目で事実上の押領を行ったため、荘園領主らは父・義政による関与を求めるようになり、義尚にとっては幕府権限が自分のためにあるのを示す近江出兵が、結果的には義政の政治的発言力の復活を生み出すことになった。
長享3年（1489年）3月26日、近江の陣中で死去した。25歳（満23歳没）。法名は道治、道号は悦山。常徳院殿と号す。
同年3月27日、太政大臣を追贈された。
死因は過度の酒色による脳溢血といわれるが、荒淫のためという説もある。母の富子が応仁の乱の末に将軍職につけた義尚だったが、これといった政治的成果を出せず、両親に先立った死だった。翌年1月には父の義政も義尚の後を追うように死んだ。
義尚には継嗣が無かったため、従弟（義視の子）である足利義材（のちの義稙）が義政の養子となって（一説に義尚の養子になったともいわれる）、延徳2年（1490年）7月に10代将軍に就任した。

## 辞世の歌
- ながらへば 人の心も 見るべきに 露の命ぞ はかなかりけり
- もしほ草 あまの袖師の 裏波に やどすも心 あり明の月
- 出づる日の 余の国までも 鏡山と 思ひしことも いたづらの身や

## 墓所・肖像

### 墓所
法号は常徳院悦山道治。没後は相国寺常徳院に葬られたが、後に大光明寺に改葬された。現在も同寺にその墓は現存する。

### 肖像
- 肖像画 - 騎馬武者姿の地蔵院本（重要文化財）と、束帯姿の天龍寺本が伝存する。地蔵院本は、長らく土佐光信の筆による足利尊氏像とされてきたが、1937年（昭和12年）に谷信一が『蔭涼軒日録』の長享元年（1489年）9月12日の条にある、近江出陣における義尚の格好に一致することを指摘し、同肖像画を義尚像と推定した。天龍寺本も寺伝では足利尊氏像とされているが、特徴的な容貌が地蔵院本と近似しているため、義尚像と考える研究者が多い。
- 木像 - 等持院像、鑁阿寺像

## 人物・逸話
- 美しい顔立ちから「緑髪将軍」と称された。古記録によると「御容顔いとも美しく、すきのない玉の御姿」とある。
- 一条兼良から政道や和歌などを学ぶなど、文化人としての評価は高い。和歌に熱心で、文明10年（1478年）頃から盛んに歌会を主催した。文明15年（1483年）10月には『新百人一首』を撰定し、さらに姉小路基綱や三条西実隆、飛鳥井雅親、宗祇などの歌人を結集して和歌『撰藻鈔』の編纂を試みたが、義尚の陣没により未完に終わった。文明16年（1484年）には、摂津国の多田院に、『多田院廟前詠五十首和歌』を奉納した。他に『常徳院集』など数種の歌集が伝わる。
- 小川剛生により2013年、『金槐和歌集』の貞享本を編集した「柳営亜槐」に比定された。
- 文明11年（1479年）11月に行われた義尚の御判始における義尚の花押は実は義政による代筆ではないかとする説[27][28]があり、義政は権限をなかなか義尚に移そうとしなかったことがうかがえる。この事に不満を抱いた義尚は翌文明12年（1482年）に髻を切って抗議の意志を示している[29]。ただし、父と兄の相次ぐ死によって幼くして将軍家を継がざるを得なかった義政が息子への権力移譲を手探りで行わざるを得なかった事情は考慮する必要はある[30]。
- 母・富子は義尚の諸事に関して過度なまでに干渉したため、義尚は富子を避けるようになったと伝えられる。文明8年（1476年）の室町御所焼失後に富子とともに父の隠居所であった小川殿に移って将軍御所とするが、間もなく父・義政とは側室（徳大寺公有の娘）をめぐって対立したため、義尚は政所執事の伊勢貞宗の屋敷へ移る。その後、義政も文明13年（1481年）に別の山荘に移って翌14年（1482年）に東山山荘（慈照寺）を造営、これを知った義尚は小川殿に戻るが、母との対立で翌年には再度伊勢邸に戻るなど、足利家は家庭内不和であったと見られる。
- 将軍就任当時、幕府権力の回復に邁進して名君と期待されたものの、晩年は結城政胤・尚豊兄弟や大舘尚氏、二階堂政行ら一部側近に幕政を委ねたため、側近の専横と将軍権力の弱体化を招いた。一条兼良は、義尚の側近重用に危惧を持ち、「近習者をえらばるべき事」と諫めたとされる。また、晩年は酒色に溺れて「水と酒ばかりを飲んで生活をする不思議な……」と雑事記には記されている。
- 死後、遺体は管領・細川政元や母・富子に護られ京に帰還したが、さながら凱旋将軍のような隊列であったと記録されている。
- 義尚は淳和奨学両院別当に就任しているが、左記した両院別当とともに任じられる源氏長者任命の宣旨を受けていないため、正式には源氏長者には就いていない。
- 義尚の出生に関して、後土御門天皇の落胤との噂があったと伝えられる。応仁の乱当時、天皇は将軍御所へ避難するために同居しており、義政と不仲だった日野富子との関係が噂されたことによる。
- 義尚資性温厚にして文武に練達す。不幸有為の才を抱きて早世す。天下これを惜しむ[31]。
- 葬儀に際して、遺骸の腐臭を防ぐ目的で、口と目と鼻に水銀が注入された[32]。
- 絵画や書にも通じており、「後土御門天皇が義尚に絵画を提出するようご所望された」という記録が『御湯殿上日記』に残されている[33]。

## 偏諱を受けた人物
義尚時代
（1473年 - 1487年、※「尚」の読みは「ひさ」。）

### 公家
- 近衛尚通
- 九条尚経
- 二条尚基
- 勧修寺尚顕

（以上は水野、2014年、P.78による。）

### 武家

#### 「義」の字
- 大内義興[34]
- 大崎義兼
- 斯波義寛（なお、初名の「義良」は足利義政からの偏諱）

#### 「尚」の字
- 粟飯原尚胤（粟飯原氏、父は政胤）
- 有馬尚鑑（初名:純鑑、貴純の子、晴純の父）
- 石川尚光（陸奥石川氏第22代当主、24代晴光の祖父）
- 石川尚英（尚光の長男、23代稙光の兄）
- 一色尚範
- 岩松尚純
- 岩山尚宗（佐々木岩山氏）
- 上野尚長（足利氏系上野氏、信孝の父）
- 大原尚親 - 佐々木大原氏庶流
- 大舘尚氏
- 小笠原尚清（秀清の祖父）
- 葛西尚信（政信の甥とされる）
- 後藤尚基[35]?（赤松政則の家臣）
- 里見尚直（美濃里見氏）
- 佐良木尚頼（土岐政房の弟）
- 千秋尚範（熱田大宮司家一族（藤原季範の末裔））
- 武田尚信（京都武田氏）
- 長尚信（彦四郎）
- 伊達尚宗
- 東尚胤
- 土岐尚直[36]（肥田尚直とも。土岐氏一族、土岐飛騨、左衛門少尉）
- 鯰江尚昌（鯰江氏の当主・鯰江高久の子、義堯の父）
- 二階堂尚行（通称：又三郎、二階堂氏一族）
- 二本松尚泰（二本松村国の別名（初名か））
- 畠山尚順（初め尚慶、のち尚順、尚長）
- 彦部尚定（孫次郎）
- 広沢尚利[36]（広沢義利の末裔か）
- 広沢尚正（猿楽師から近衆に取り立てられ、広沢の名字と諱を与えられた）
- 細川尚春
- 細川尚経（輝経の曽祖父）
- 松田尚郷（備前松田氏豊前守家）
- 山名尚之
- 結城尚豊（当初の名は尚隆[36][37]。、側近・奉公衆/御供衆、兄に結城政胤、人物についてはこちらを参照のこと。）

#### 「煕」の字
- 武田煕明（京都武田氏中務大輔家）

## 関連作品
小説
- 三島由紀夫『中世』（初出連載は「文藝世紀」1945年2月号から（第一回から第二回途中）だが、途中戦災焼失により、全篇掲載されたのは「人間」1946年12月号） - （現行版は講談社文庫、1998年）
- 赤神諒『神遊の城』（講談社、2018年12月14日）ISBN 978-4065140253（鈎の陣を題材とする）

テレビドラマ
- NHK大河ドラマ『花の乱』（1994年） - 演：松岡昌宏。なお、本作では義尚の幼名を「春王」としているが、これは創作である。

漫画
- ゆうきまさみ『新九郎、奔る!』 - 本作でも幼名を「春王」としている。『花の乱』の創作を引いたものであろう。